# Ford Escort (1990-2000)
Ford Escort — компактний автомобіль виробництва компанії Ford.
Він дебютував у 1990 році, після чого зазнав дві модернізації, тому в деяких каталогах модель 1990-1998 років поділяється на три покоління: п'яте ( MkV, 1990), шосте ( MkVI, 1992) і сьоме ( MkVII , 1992). 1995) , або двома — п'ятим ( MkV, 1990—1995) і шостим ( MkVI, 1995—1998) .

## Історія
- 09.1990 : дебют моделі.

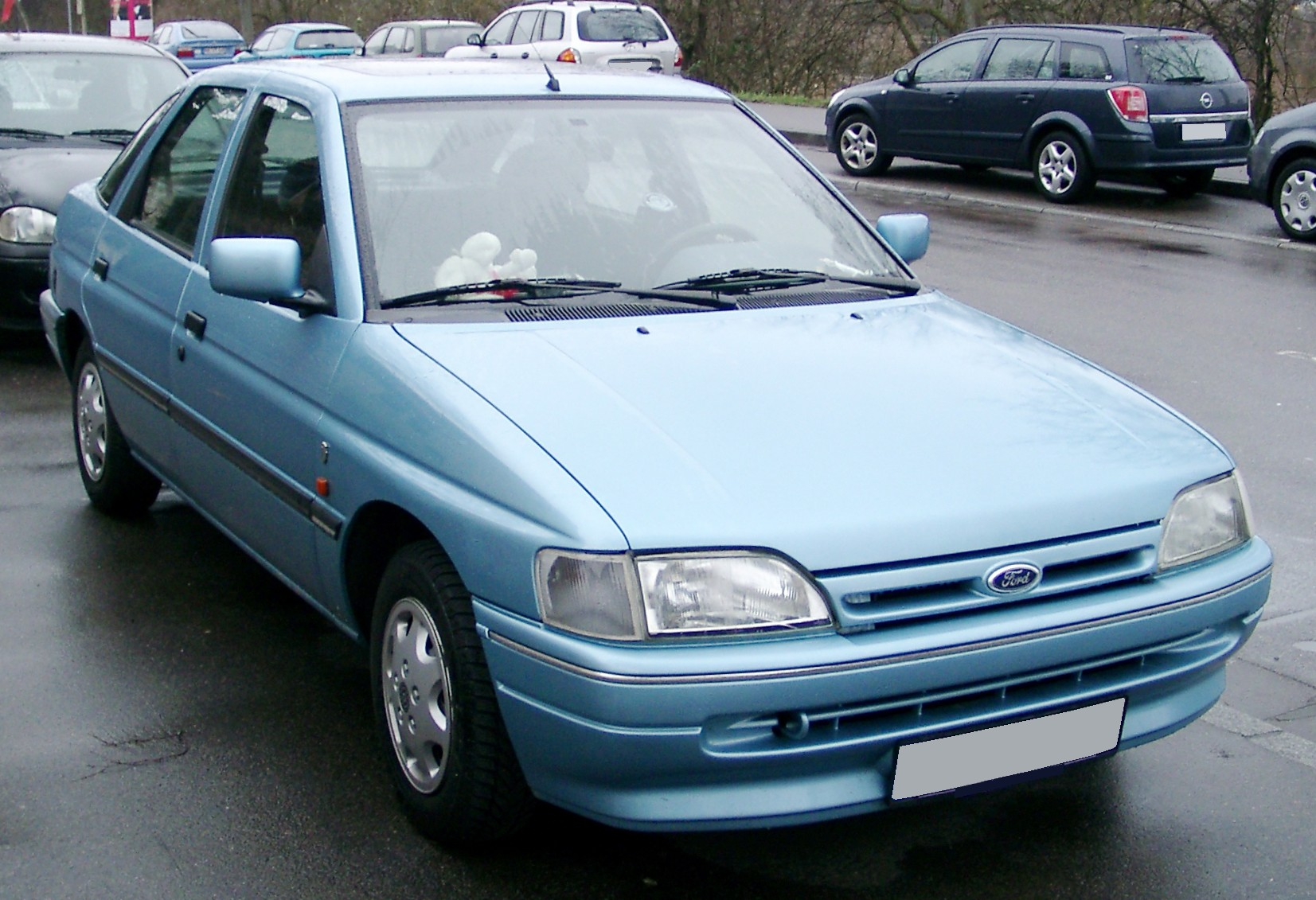
Ford Escort (1990-1992)
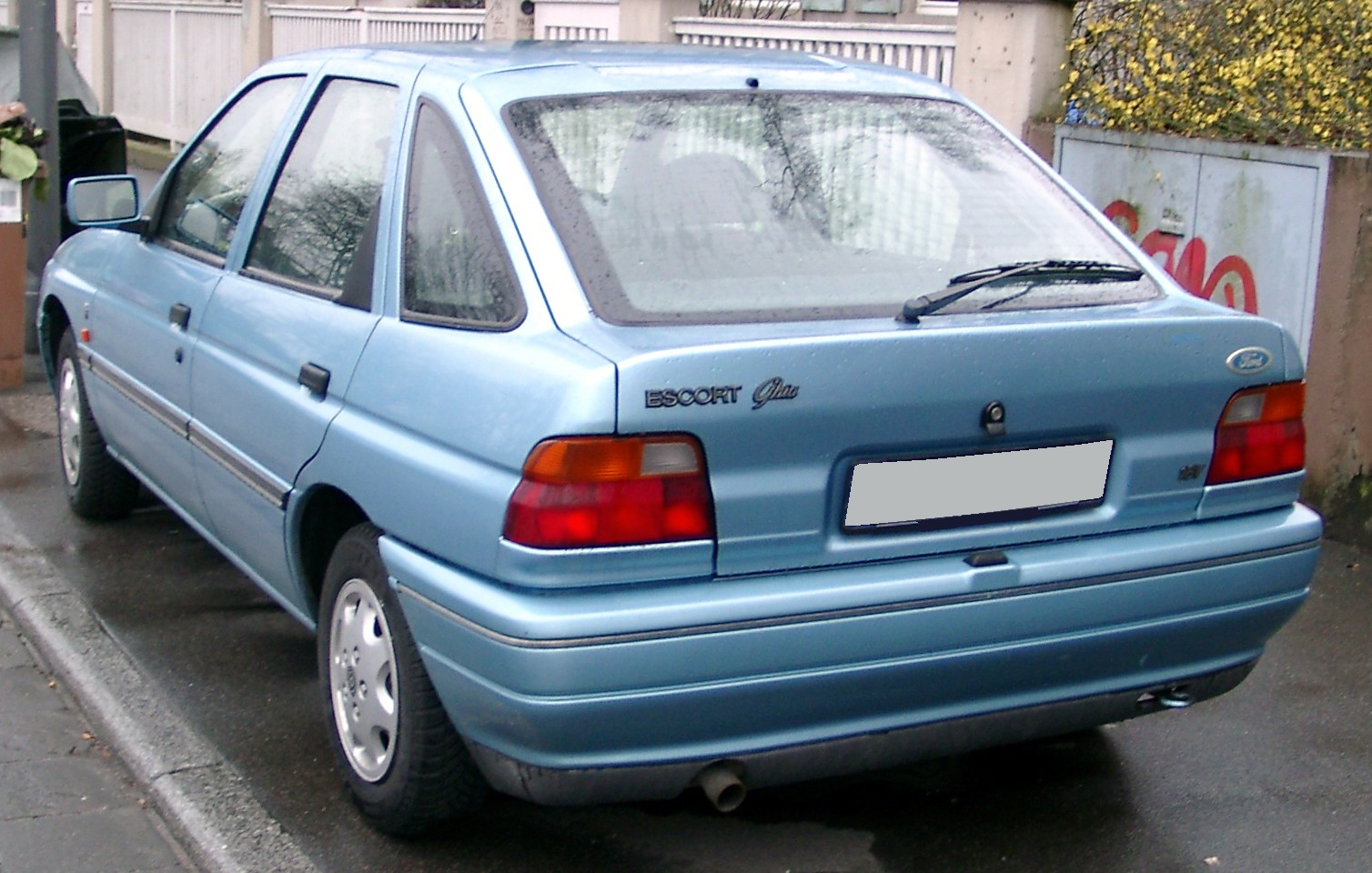
Ford Escort (1990-1992)
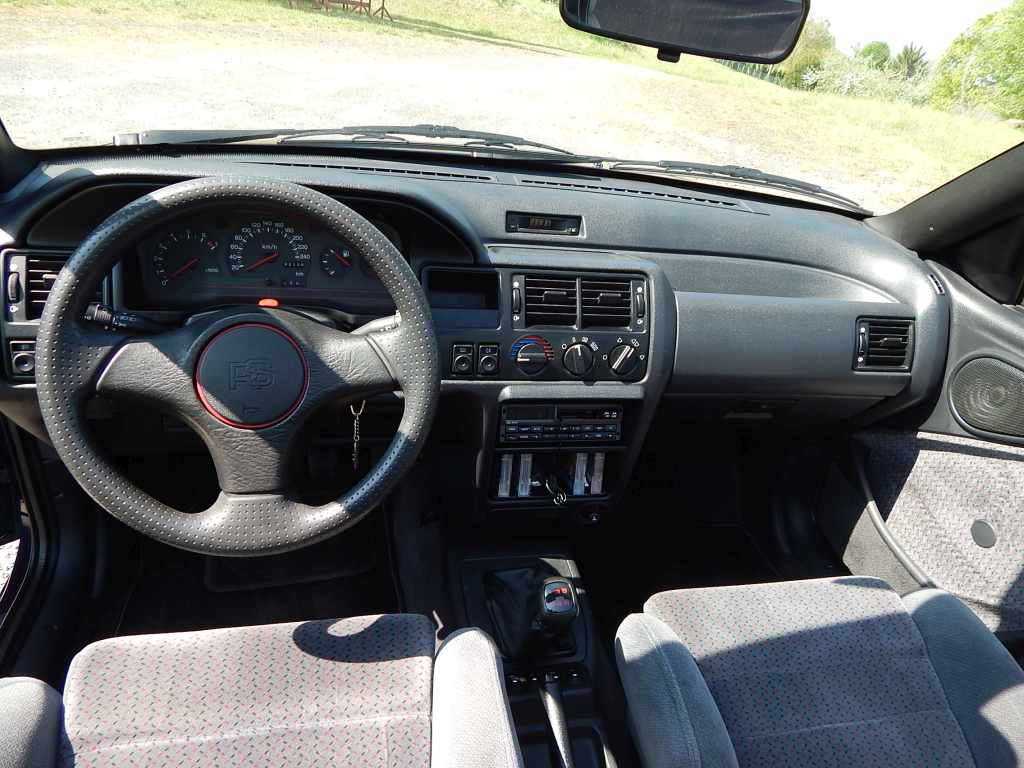
Інтер'єр (1990-1992)

- 09.1991 : з'явився двигун 1,3 л (60 к.с.). в.) обладнані системою розподіленого вприскування палива; дебютує спортивна модифікація RS 2000, оснащена 2,0-літровим двигуном потужністю 150 к.с.

- 02.1992 : з'явилися бензинові двигуни серії Zetec об'ємом 1,8 л — 105 к.с. з і 130 к.с.

- 06.1992 : рестайлінг. Змінилися бампери, капот з решіткою радіатора, задні ліхтарі і двері багажника. У салоні з'явилося нове, дещо модифіковане кермо, яке було виготовлено з більш м'яких матеріалів і мало забезпечувати кращу безпеку при лобовому зіткненні. Для підвищення безпеки модифікували і кузов: Escort і Orion отримали посилені двері, пороги і підлогу, які повинні краще витримувати бічні удари. Седан Orion мав іншу решітку радіатора з центральною хромованою планкою, її задня частина залишилася без змін [2] . Гаму силових агрегатів поповнив двигун сімейства Zetec об'ємом 1,6 л (90 к.с.).

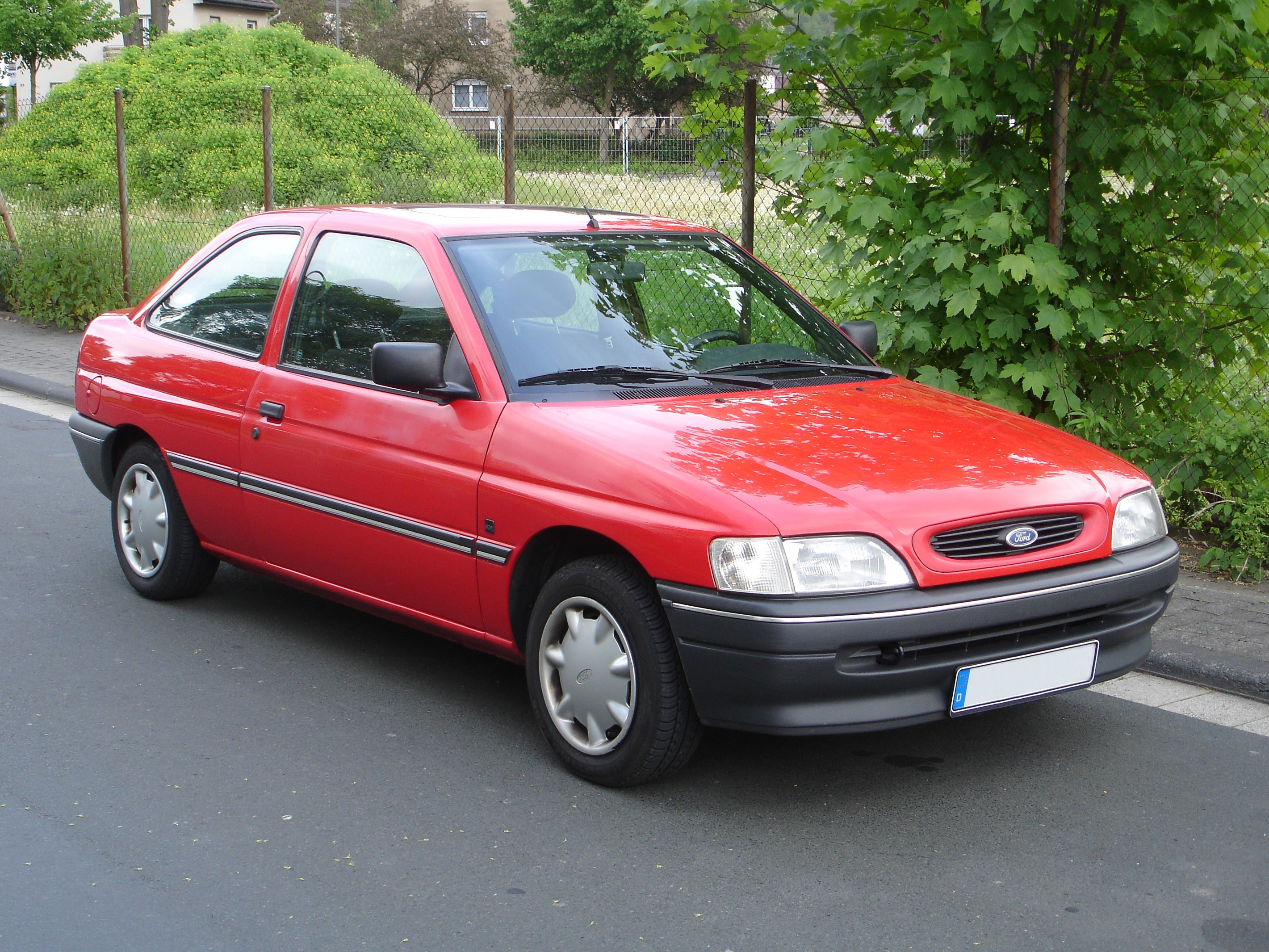
Ford Escort (1992-1995)
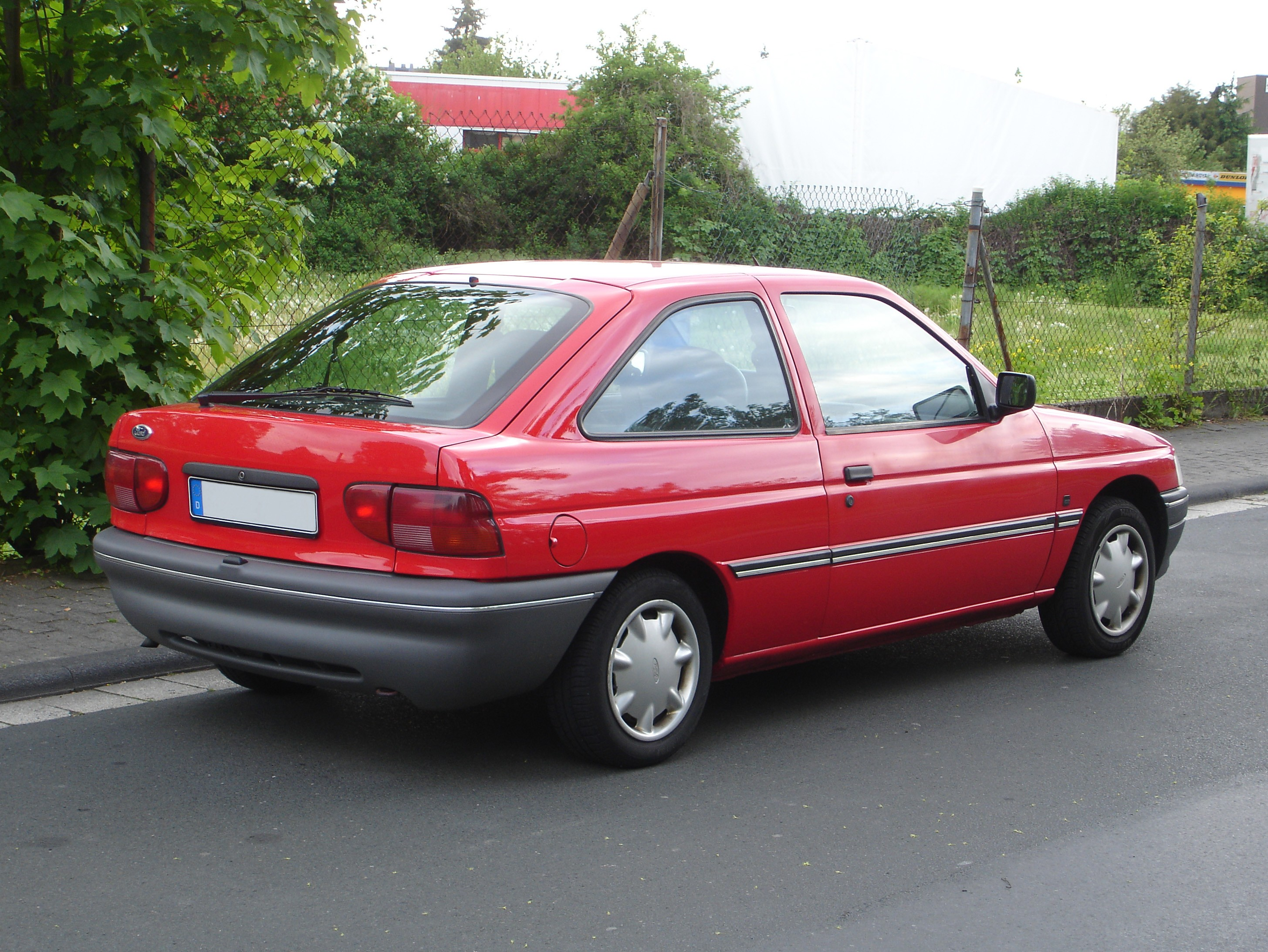
Ford Escort (1992-1995)
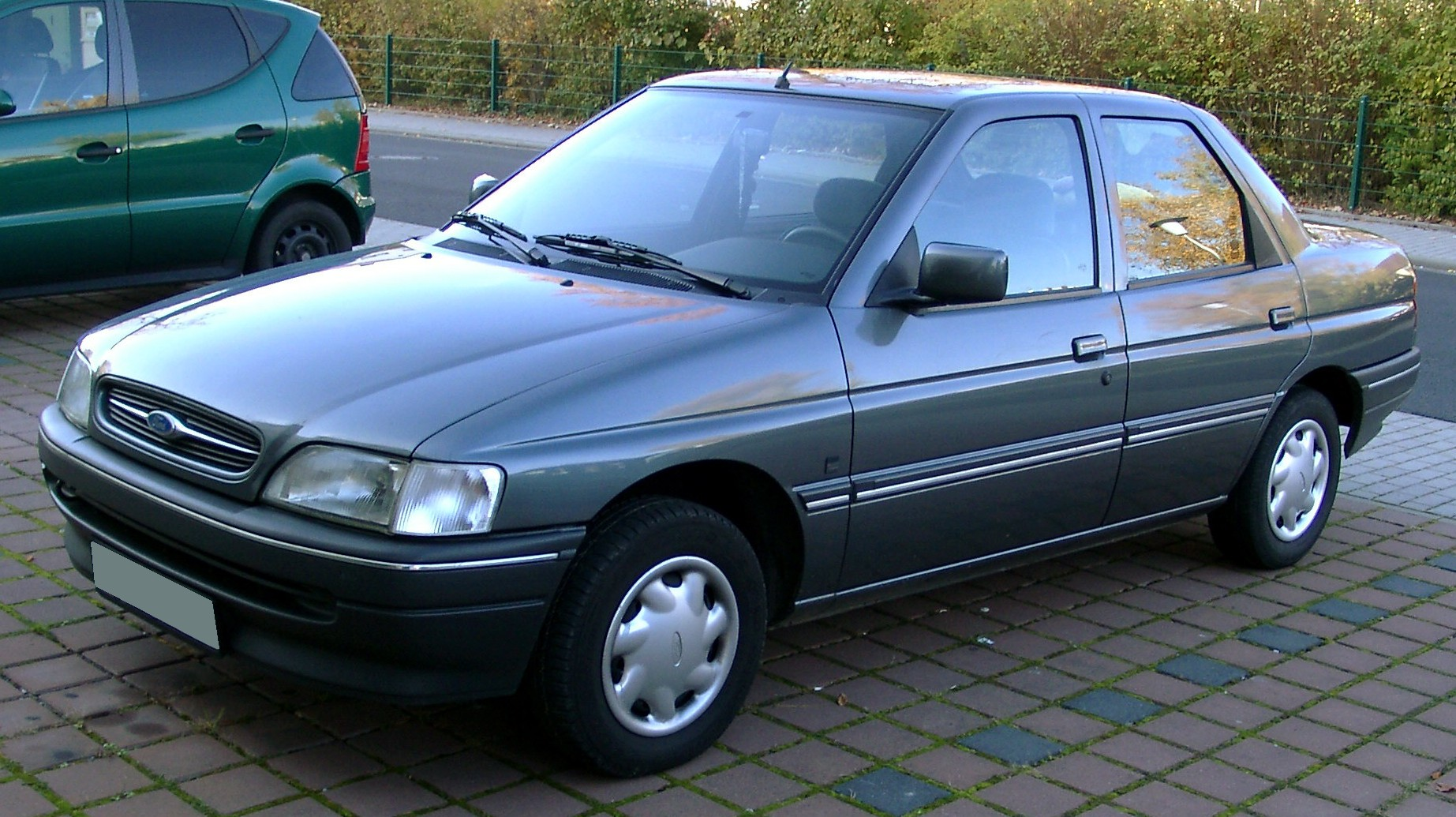
Ford Orion (1992-1993)

- 02.1995 : капітальна модернізація. Автомобіль отримав новий капот, овальну решітку радіатора і обтічні масивні бампери, покажчики поворотів суміщені з фарами. Бічні молдинги і дверні ручки стали більш втопленими в двері, а бічні дзеркала придбали нові контури. Внутрішні кузовні панелі також зазнали змін для зниження шуму та вібрації, чому сприяла вдосконалена підвіска двигуна та вихлопна система. Доопрацьована підвіска. Повністю змінився інтер'єр. З'явилася повнопривідна версія (з двигунами 1.6i 16V; 1.8i 16V і 2.0i 16V). Версія Ghia зовні відрізнялася хромованою решіткою радіатора і рамкою для заднього номерного знака, бічні дзеркала були пофарбовані в колір кузова.

Ford Escort (1995-2000)
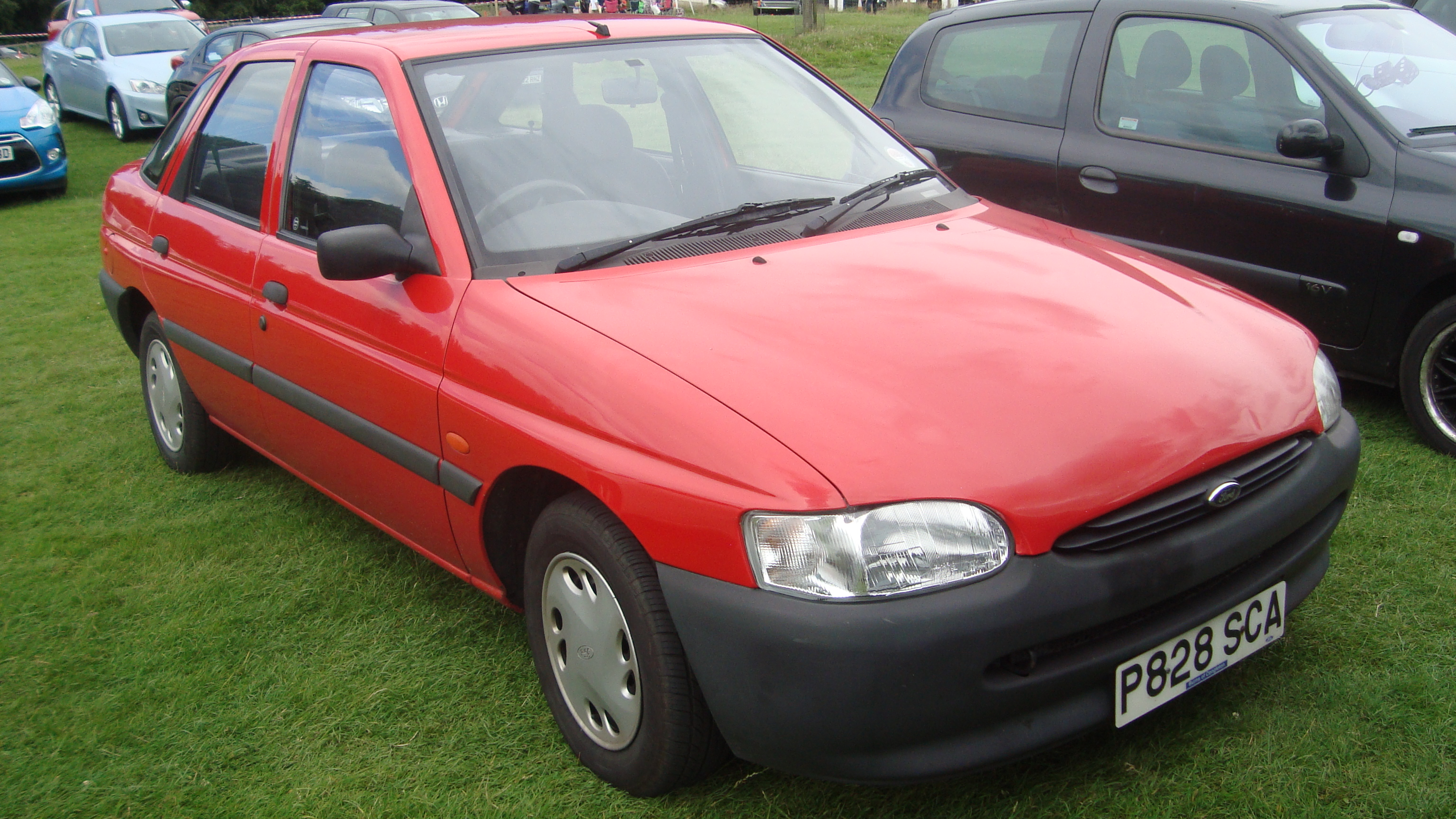
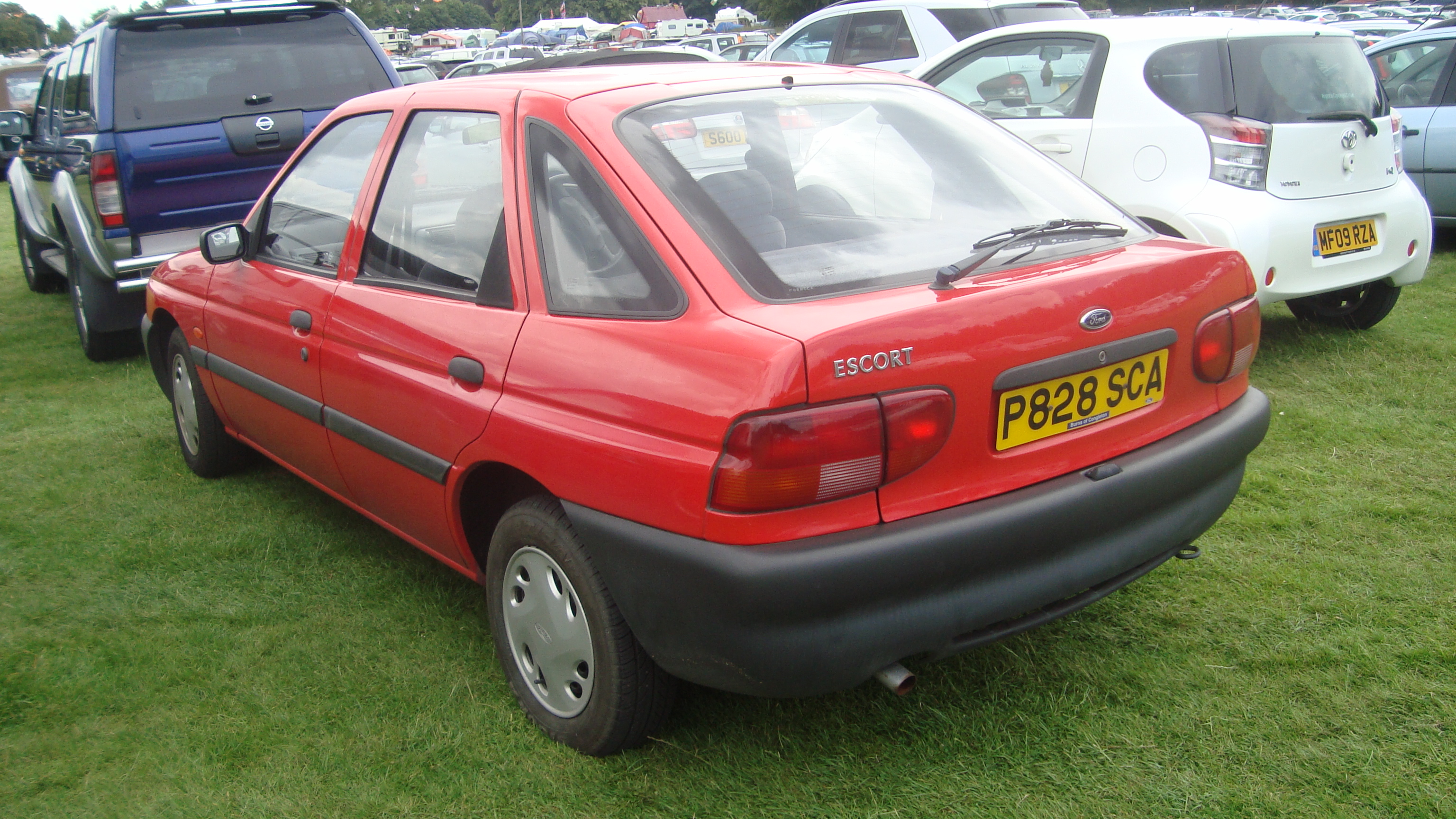

Форд ЕскортGhia(1995-2000)
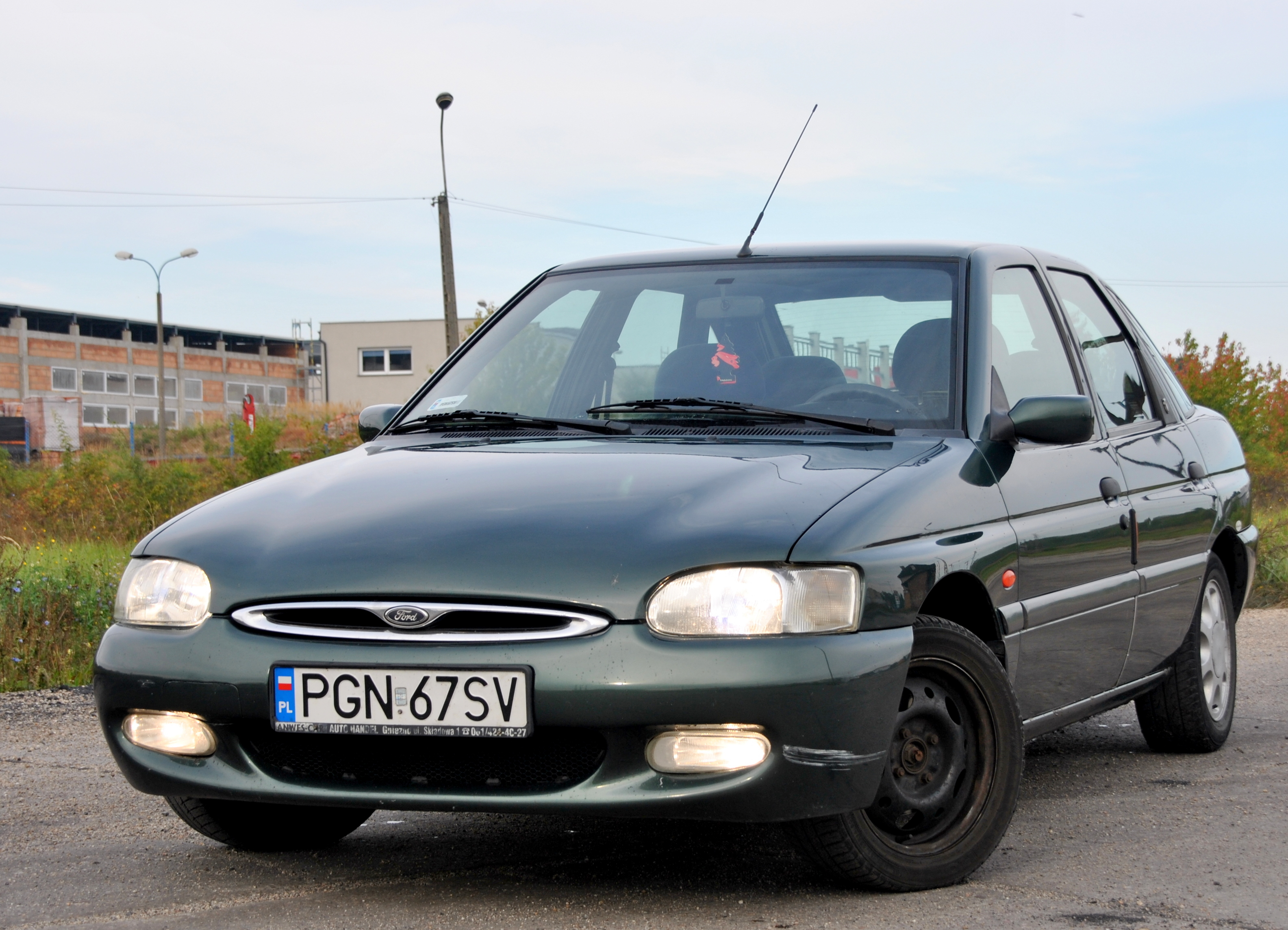
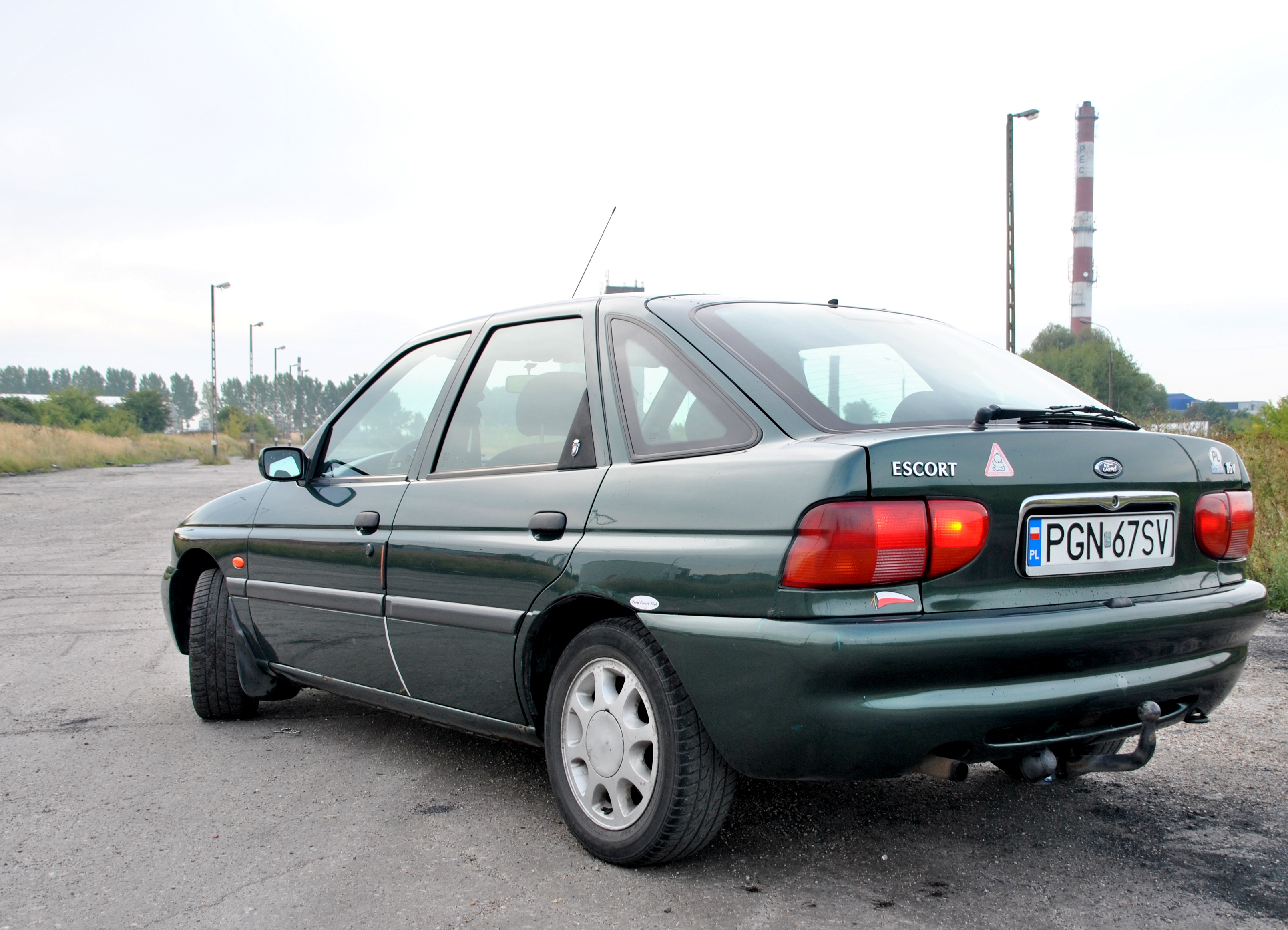
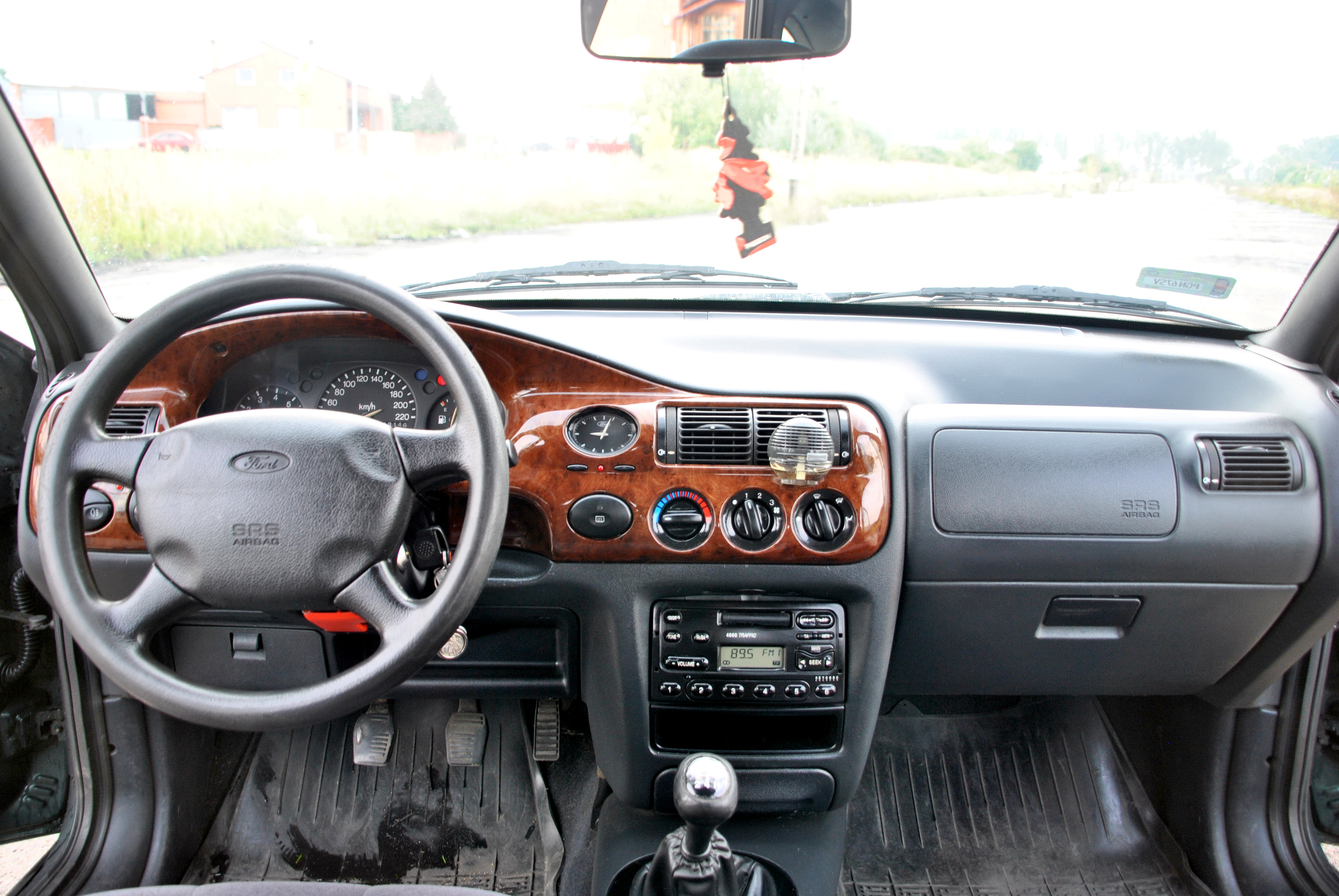

- 03.1996 : до лінійки двигунів додано турбодизель об'ємом 1,8 л (70 к.с.).

- 07.1998 : завершення виробництва в Німеччині ; але автомобілі продовжували випускати до 2000 року у Великій Британії та Білорусі .

| 1991 рік | 1992 рік | 1993 рік | 1994 рік | 1995 рік | 1996 рік | 1997 рік | 1998 рік |
| -------- | -------- | -------- | -------- | -------- | -------- | -------- | -------- |
| 457 800  | 499 400  | н.д.     | н.д.     | 477 000  | 462 986  | 422 600  | 380 000  |

На зміну Ford Escort прийшла модель Focus .

## Огляд

### Модифікації
Автомобіль пропонувався в досить широкому діапазоні модифікацій: трьох- і п'ятидверний хетчбек, седан (до 1993 року продавався як окрема модель Orion ), універсал, кабріолет і фургон.

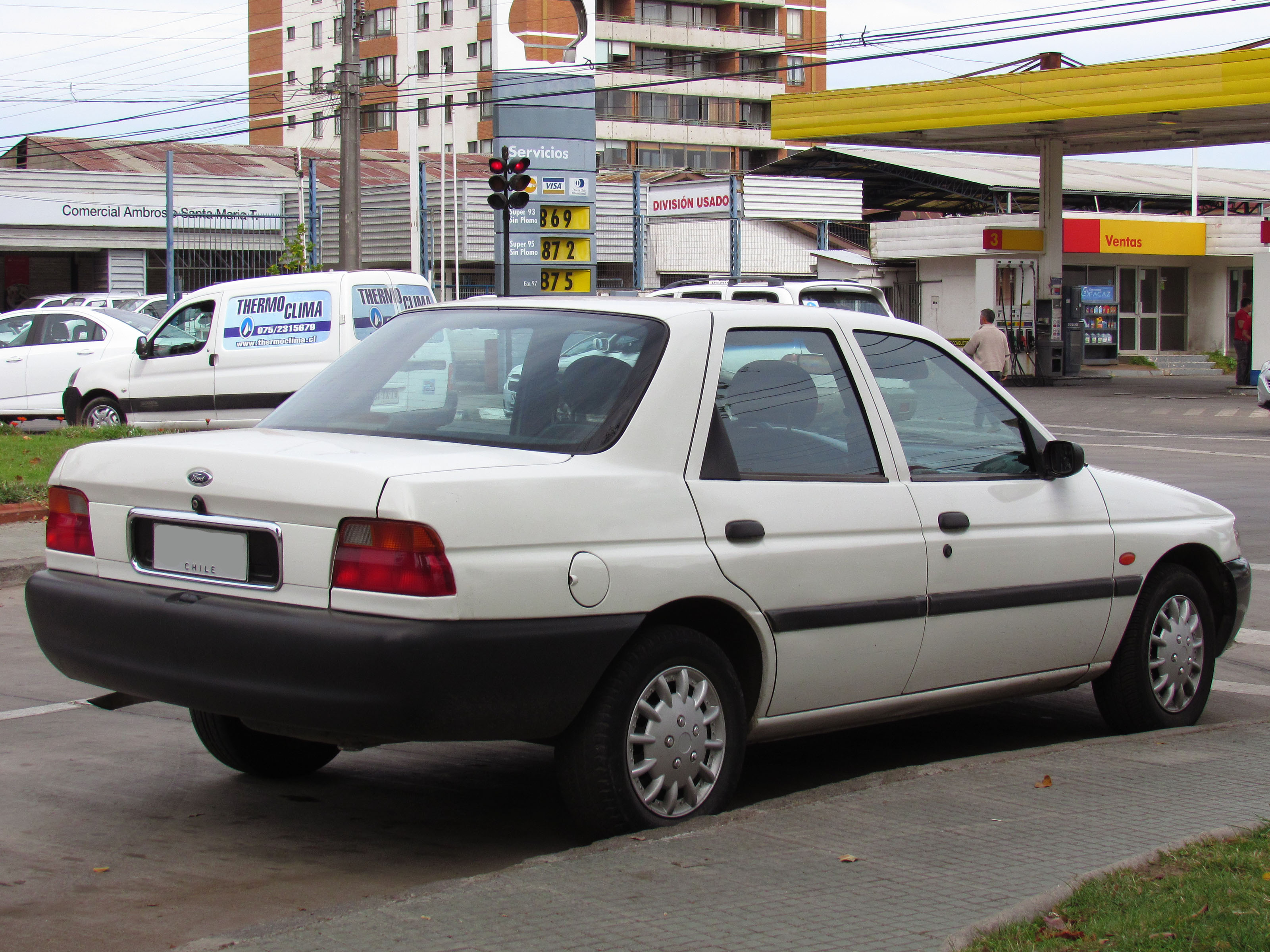
Ford Escort седан
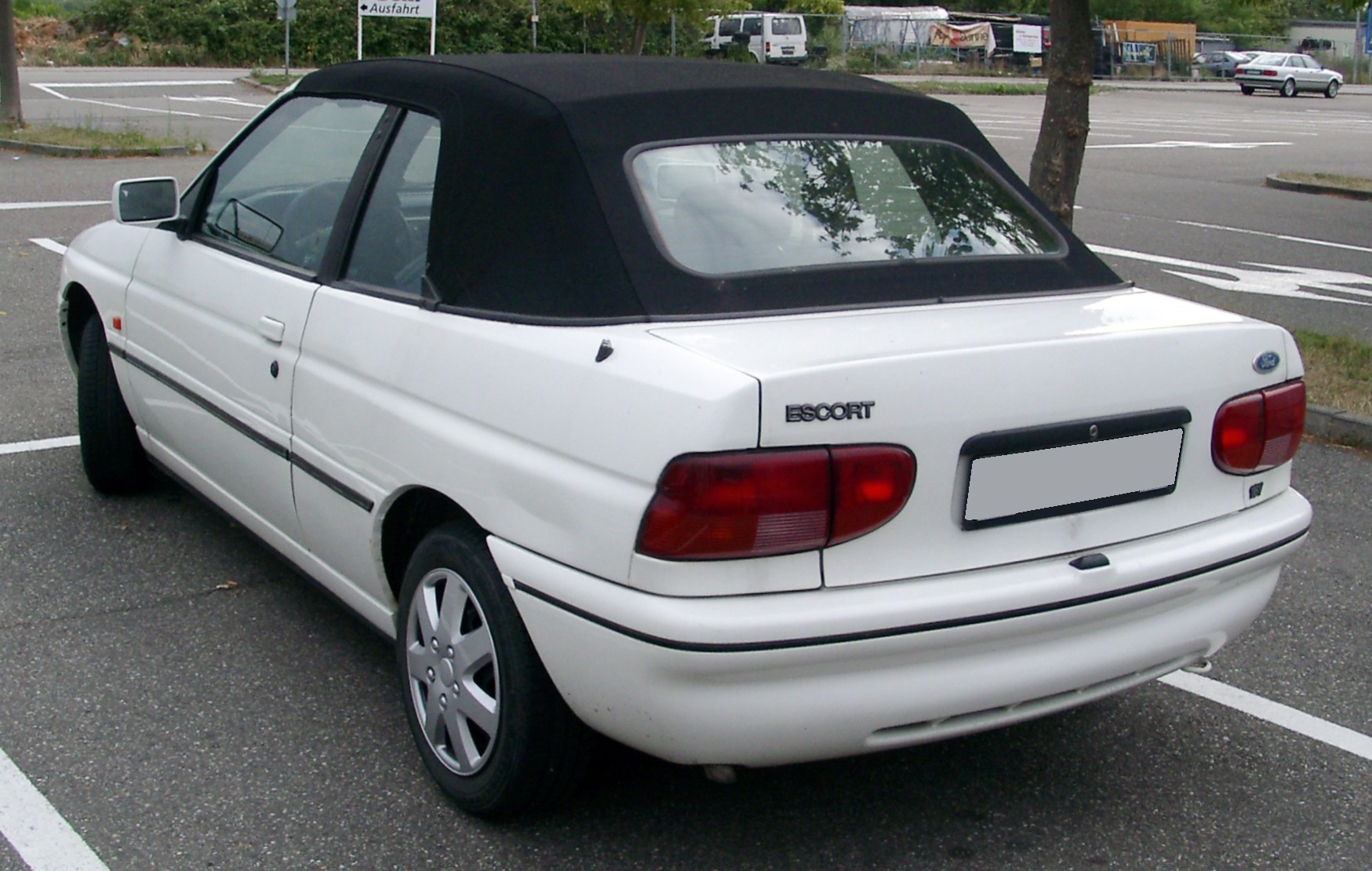
Ford Escort Cabriolet
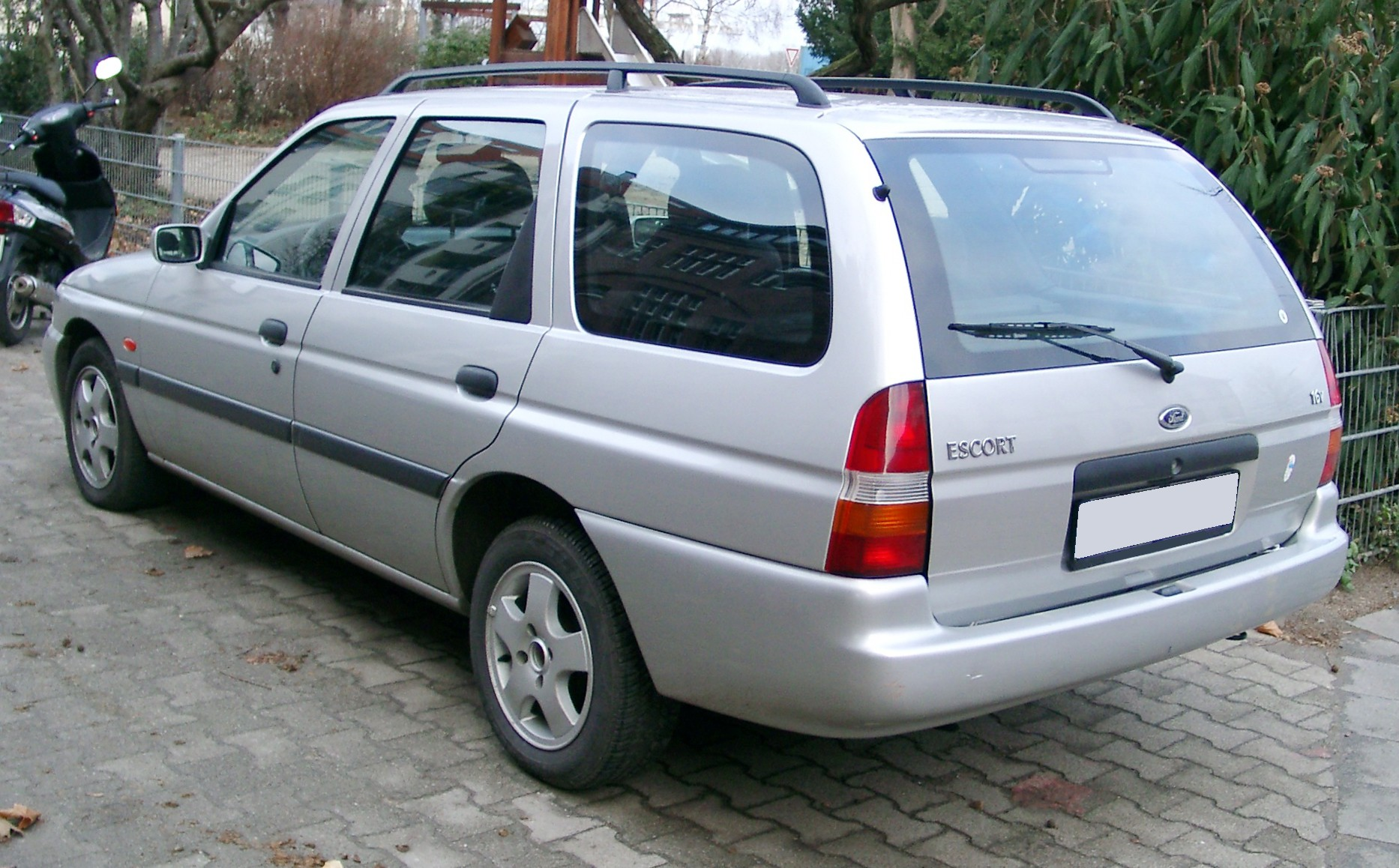
Турнір Ford Escort

|                  | Ескорт хетчбек | Orion / Escort Sedan | Ескорт-турнір | Ван супроводу | Кабріолет Ескорт |
| ---------------- | -------------- | -------------------- | ------------- | ------------- | ---------------- |
| Довжина, мм      | 4036           | 4290                 | 4300          | 4285          | 4036             |
| Ширина, мм       | 1692 рік       | 1700                 | 1685 рік      | 1688 рік      | 1692 рік         |
| Висота, мм       | 1395           | 1400                 | 1416          | 1576 рік      | 1395             |
| Колісна база, мм | 2525           | 2525                 | 2525          | 2525          | 2525             |

#### Escort Van / Escort Express

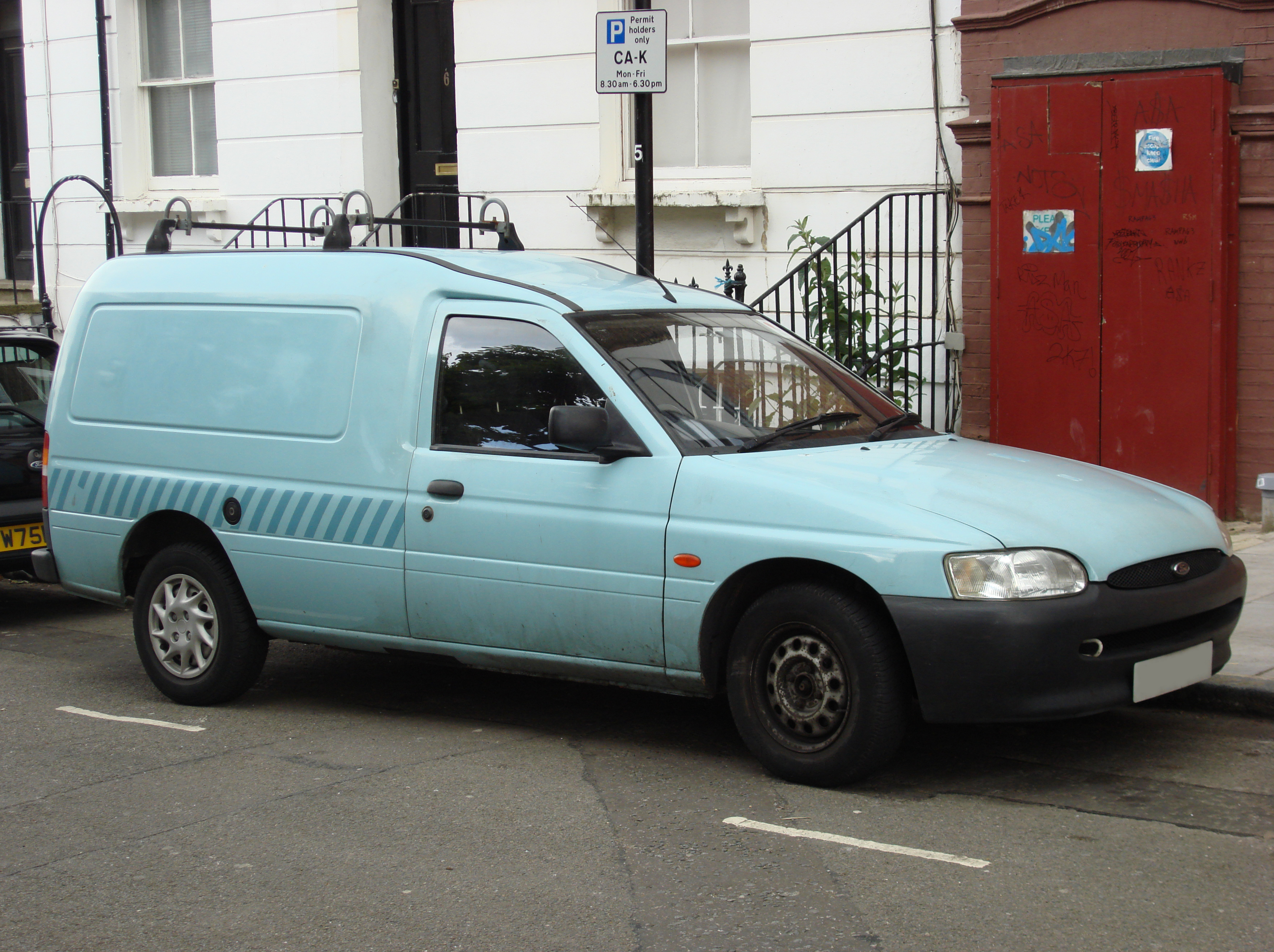
Ford Escort Van

Вантажопідйомність стандартної версії становить 595 кг, а посиленої версії (з дизельним двигуном) на 180 кг більше. Внутрішні розміри вантажного відсіку: довжина — 1823 мм, ширина — 1625 мм, висота — 1076 мм; об'єм — 2,5 куб. м  .

#### XR3i
Escort ХR3i - модифікація з шістнадцятиклапанним двигуном з електронним уприскуванням палива об'ємом 1,8 літра і потужністю 130 к.с. з Він міг розганятися до 96 км/год за 8,8 секунди і мав максимальну швидкість понад 200 км/год. У порівнянні зі стандартною моделлю в салоні були сидіння Recaro, люк з електроприводом і плеєр з еквалайзером, спідометр на приладовій панелі був розрахований на 240 км/год. Зовні він відрізнявся відсутністю решітки радіатора, при цьому охолодження здійснювалося через отвір у бампері  . Серед інших зовнішніх відмінностей — аеродинамічний обвіс і спойлер.

#### RS2000
Escort RS2000 – модифікація, оснащена 2-літровим агрегатом потужністю 150 к.с. з , завдяки якому автомобіль міг розганятися від 0 до 100 км/год за 8,0 секунд і мав максимальну швидкість 225 км/год. Escort RS2000 також міг похвалитися широким стандартним обладнанням, включаючи гідропідсилювач керма, ABS, центральний замок, електросклопідйомники та кондиціонер  .

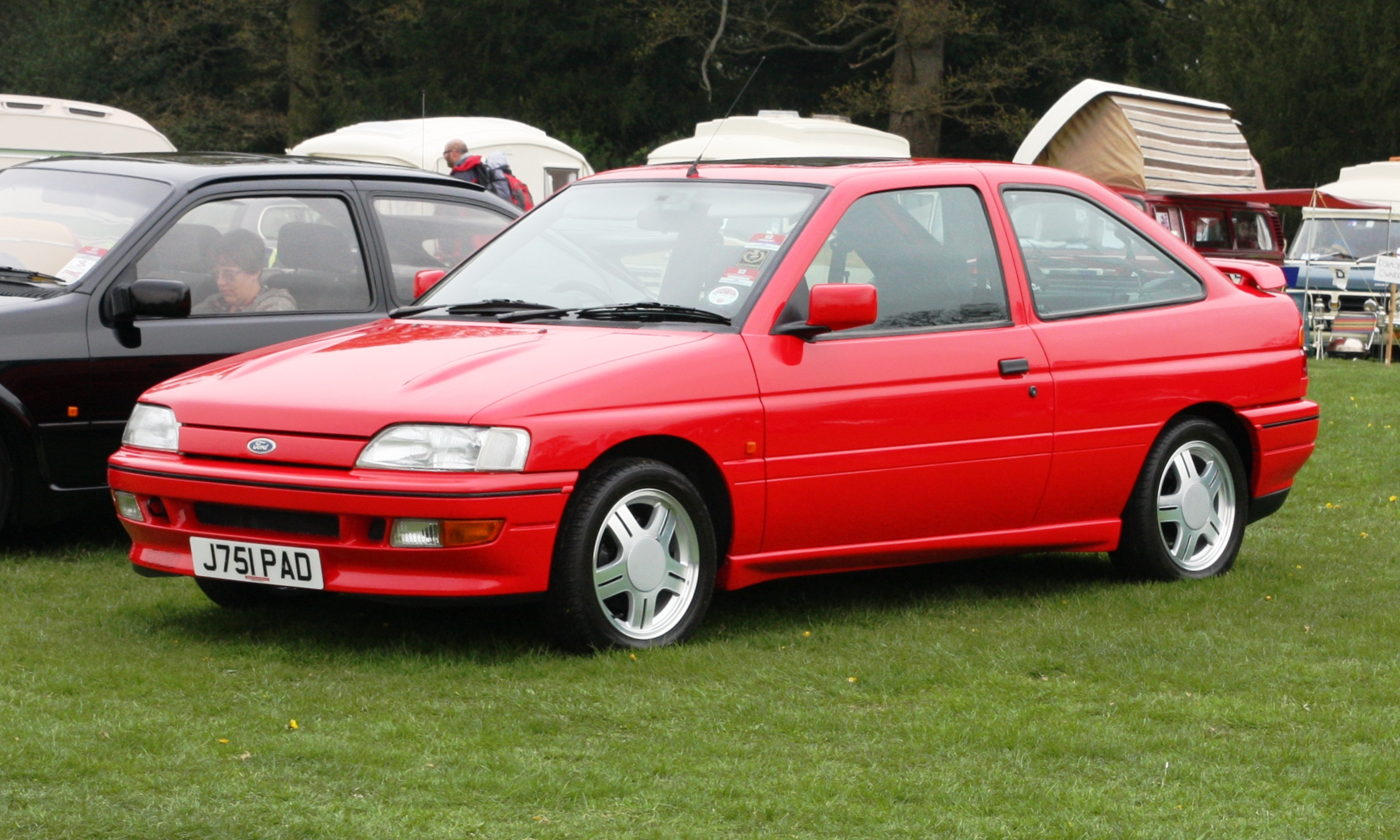
Ford Escort RS2000
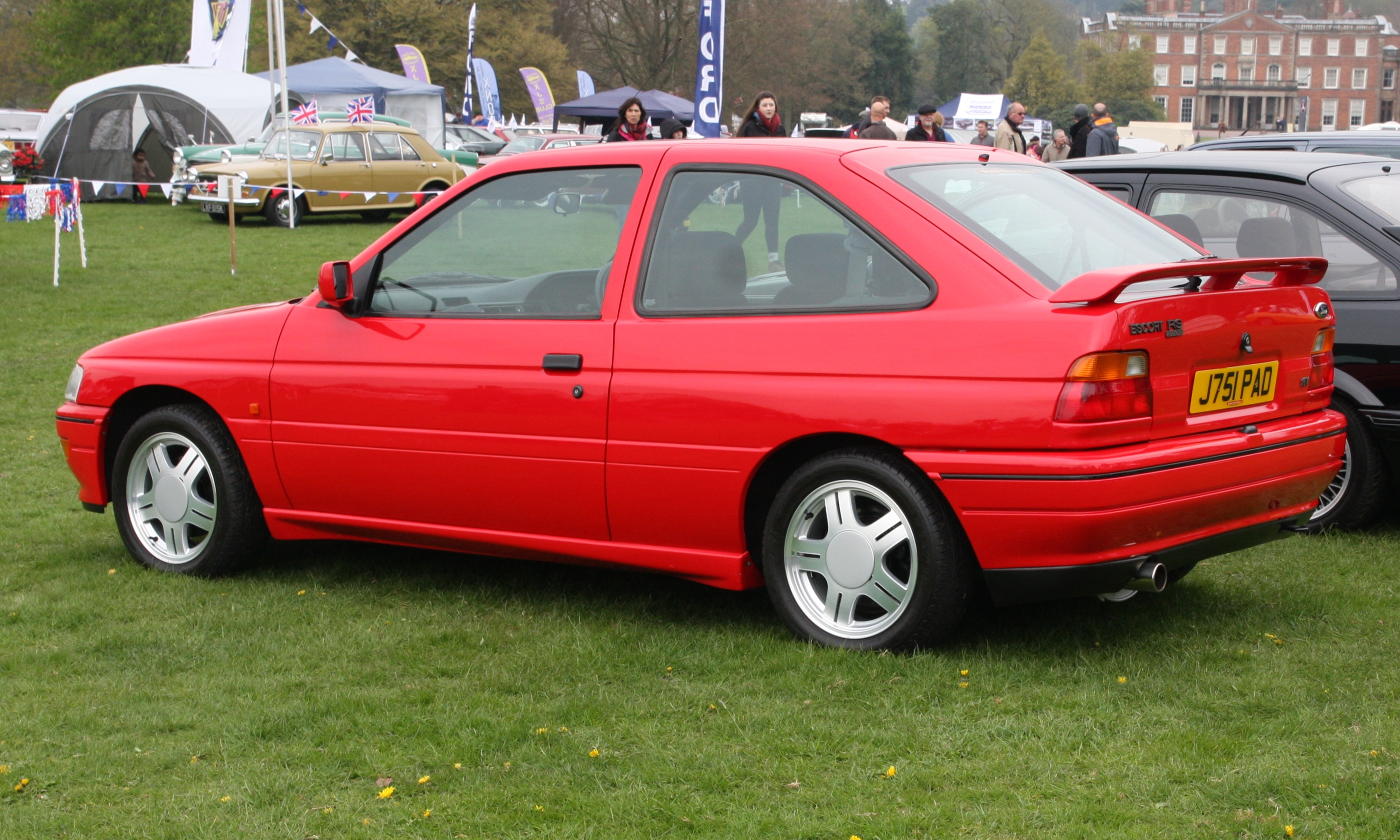
Ford Escort RS2000

### Комплектація
Базова комплектація CL з додатковим обладнанням мала лише центральний замок і аудіопідготовку. Тахометра в комплектації CL немає, а його місце зайняв блок контрольних ламп. Також не було гідропідсилювача керма. Зовні автомобілі в комплектації CL можна відрізнити по нефарбованим чорним пластиковим бамперам.
Дорожча комплектація — CLX : центральний замок, аудіопідготовка, тахометр, гідропідсилювач керма, електросклопідйомники в передніх дверях; бампери в колір кузова.
Розкішна версія Ghia мала подушки безпеки, гідропідсилювач керма, натягувачі ременів безпеки, задні підголівники, іммобілайзер, люк з електроприводом, електропривод передніх склопідйомників, електропривод дзеркал і панель приладів під дерево. Ціна становила 30 150 марок  .
Orion/Escort Sedan, що є рідкістю для цього типу кузова, може мати задній склоочисник як опцію .

### Двигуни
Автомобіль оснащувався бензиновими двигунами об'ємом 1,3; 1,4; 1,6; 1,8; 2,0 л і 1,8 л дизель.

#### Бензин
Автомобіль оснащувався бензиновими двигунами трьох сімейств.
Перший включав 1,3-літровий чавунний верхній клапанний двигун з нижнім положенням розподільного вала в блоці циліндрів (OHV) і ланцюговим приводом ГРМ. Це мотор серії HCS (High Compression Swirl), він же Endura-E в оновленій версії під стандарт вихлопу EEC 96.
Другий - восьмиклапанні двигуни об'ємом 1,4 л або 1,6 л з верхнім розподільним валом (OHC) і напівсферичними камерами згоряння. З ременем ГРМ і гідравлічними підйомниками клапанів. Ця серія двигунів позначається CVH (Compound Valve Hemi) або PT-E на пізніших серіях Escort.

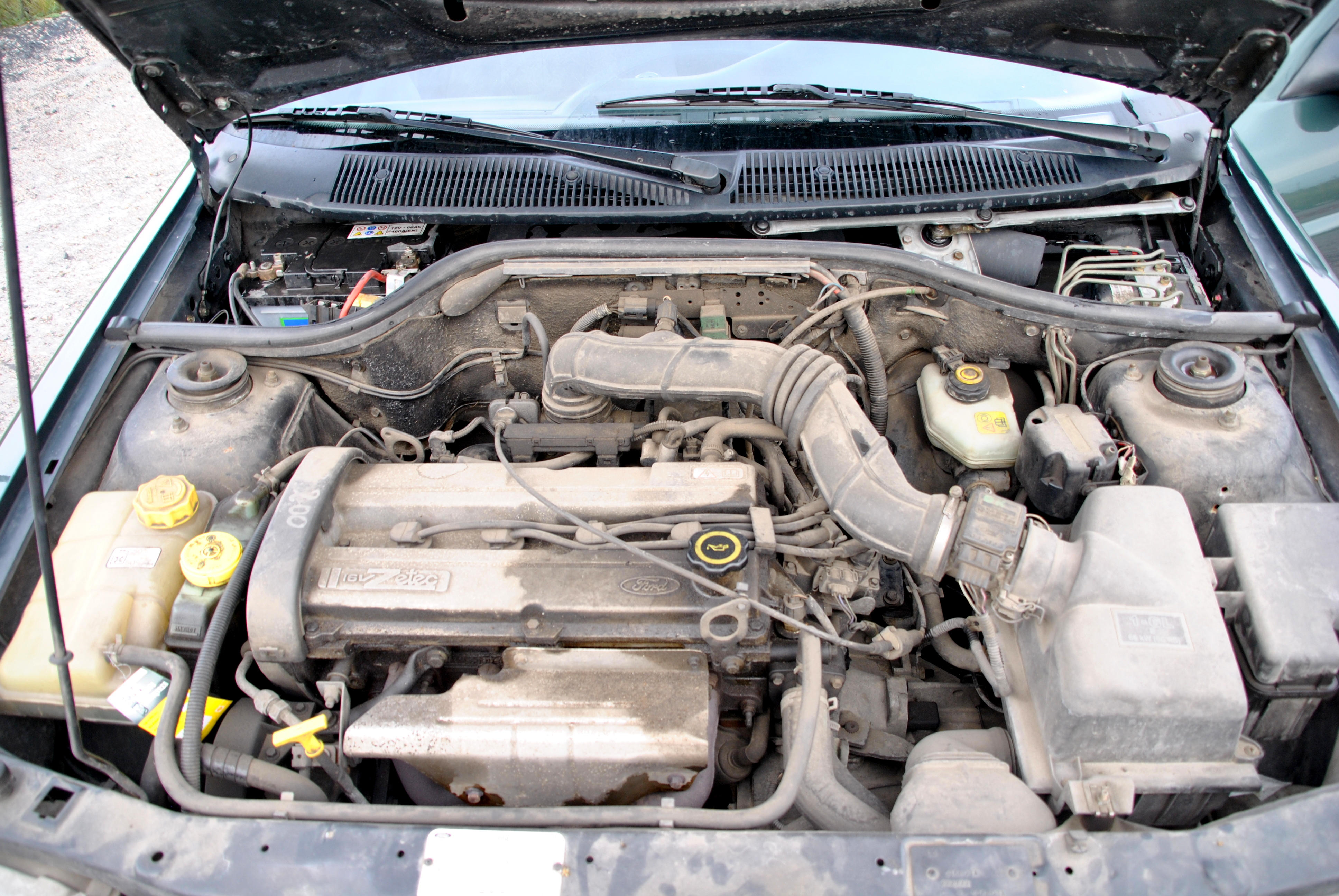
Двигун Zetec 1.6i (90 к.с.)

Третій - 16-клапанні двовальні (DOHC) двигуни серії Zetec (в залежності від системи уприскування розрізняють Zetec-E і Zetec-SE ), що з'явилися в лютому 1992 року.
| Модель  | Тип            | Об’єм    | Кількість циліндирів/клапанів | Потужність, кВт (к.с.) |
| ------- | -------------- | -------- | ----------------------------- | ---------------------- |
| 1,3i    | HCS / Endura-E | 1299 см³ | Р4/8V                         | 44 (60)                |
| 1,4i    | CVH            | 1391 см³ | Р4/8V                         | 52 (71)                |
| 1,4i    | PT-E           | 1391 см³ | Р4/8V                         | 55 (75)                |
| 1,6i    | Zetec-E        | 1597 см³ | Р4/16V                        | 65 (88)                |
| 1,6i    | Zetec          | 1597 см³ | Р4/16V                        | 66 (90)                |
| 1,6i    | CVH            | 1596 см³ | Р4/8V                         | 77 (105)               |
| 1,8 16V | Zetec          | 1796 см³ | Р4/16V                        | 77 (105)               |
| 1,8 16V | Zetec-E        | 1796 см³ | Р4/16V                        | 85 (115)               |
| 1,8 16V | Zetec          | 1796 см³ | Р4/16V                        | 96 (130)               |
| 2,0 16V | DOHC           | 1993 см³ | Р4/16V                        | 110 (150)              |
| 2,0 16V | DOHC           | 1993 см³ | Р4/16V                        | 162 (220)              |

#### Дизель
Дизель камерний 1,8 л, випускається в трьох варіантах: атмосферний 60 к.с. з , а також турбовані 70 і 90 к.с.
| Модель | Тип       | Обсяг    | Кількість циліндрів/клапанів | Потужність, кВт (к.с.) |
| ------ | --------- | -------- | ---------------------------- | ---------------------- |
| 1.8 D  | Ендура-Д  | 1753 см³ | P4/8V                        | 44 (60)                |
| 1,8 тд | Ендура-ДЕ | 1753 см³ | P4/8V                        | 51 (70)                |
| 1,8 тд | Ендура-ДЕ | 1753 см³ | P4/8V                        | 66 (90)                |

### Трансмісія і ходова частина
Привід: передній або повний.
Коробка передач — механічна, п'ятиступінчаста; передавальні числа: I – 3,58 (3,15); ІІ – 1,91; III – 1,28; IV – 0,95; V – 0,76; реверс – 3,62; головна передача – 3,82 (4,27).
Крім механічних коробок передач варіатор CTX міг встановлюватися на 1,4- і 1,6-літрові модифікації.
Передня підвіска — незалежна, типу McPherson з одним важелем. Задня частина — напівзалежна ресорна балка на поздовжніх плечах. Передній стабілізатор поперечної стійкості кріпиться до важеля через стійку з двома кульовими шарнірами, встановлювався на всіх версіях; задньою оснащувалися тільки дволітрові модифікації. Гальма з підсилювачем; передня — дискова, вентильована; задня — барабан.

### Безпека
Шаблон:Euro NCAPВперше Escort був протестований фахівцями Euro NCAP в 1998 році, але комітет не опублікував результати - як було оголошено, "через модифікацію конструкції кузова компанією Ford" для автомобілів, випущених після жовтня 1998 року та з ідентифікаційними номерами (VIN). ), починаючи з XC15000  .
Під час повторних випробувань, проведених наступного року, була відзначена сильна деформація підлоги, рульова колонка значно змістилася всередину салону (вгору на 122 мм), а ноги водія були незахищені від ударів об деталі під панеллю приладів. Груди обох манекенів відчували сильні навантаження від ременів безпеки.
Під час першого бічного краш-тесту Escort продемонстрував дуже серйозний ризик смертельних травм грудної клітки водія, і Ford значно посилив боковини. Доопрацьований автомобіль отримав 11 балів за бічний удар.
У 1999 році краш-тест автомобіля також проводило російське видання Авторевю ( рос. Авторевю   )  .

## Escort RS Cosworth

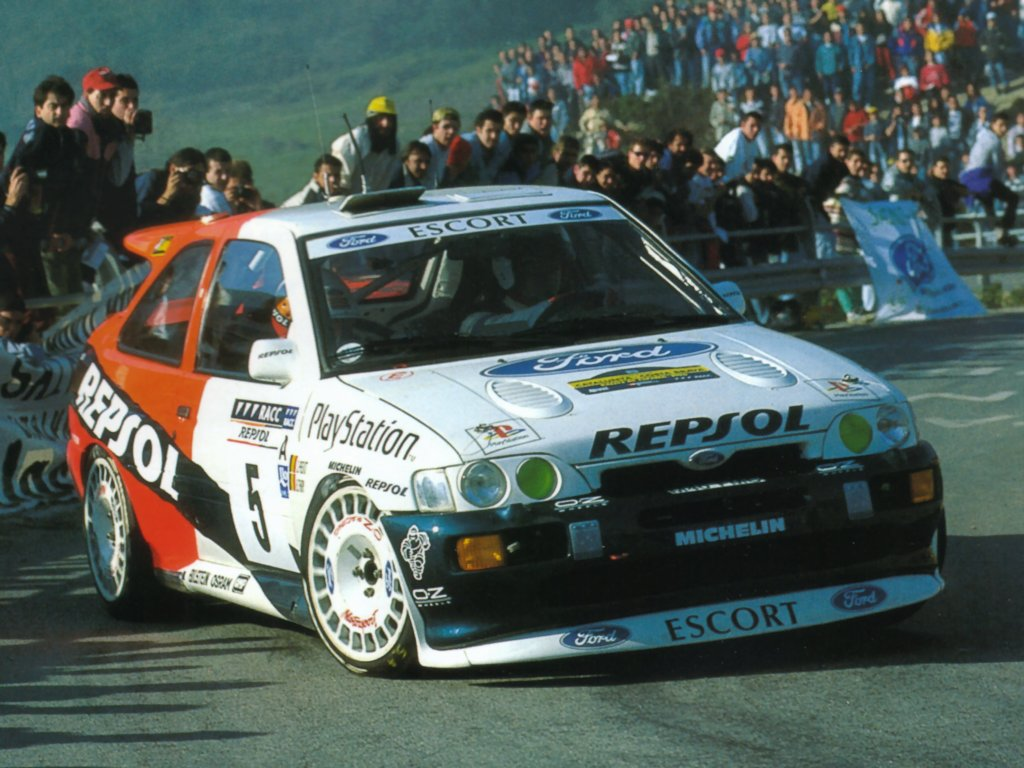
Ford Escort RS Cosworth Rally

Ford Escort RS Cosworth був створений для участі в Чемпіонаті світу з ралі. Розробкою та підготовкою до виробництва займалася компанія SVE (Special Vehicle Engineering), що входить до складу Ford of Europe Research and Development Center в Дантоні ( Велика Британія ). Виробництвом займалася компанія Karmann .
Від серійного Escort залишилися тільки двері, дах, лобове скло і фари. Кузов автомобіля отримав вдосконалений аеродинамічний пакет: передній спліттер і подвійний задній спойлер.
Двигун має об'єм 1993 куб. побачити , 16-клапанний з турбонаддувом, модифікація Cosworth. В процесі доопрацювання він отримав турбокомпресор Garret T25, електронну систему контролю подачі палива Ford ESS IV і модернізовану ГБЦ. Двигун із малим (8,0:1) ступенем стиснення розвивав потужність 227 к.с. з при 5750 об/хв, а максимальний крутний момент становив 299 Нм при 2500 об/хв.
Escort RS Cosworth мав повний привід. Міжосьовим диференціалом використовувалася віскомуфта, яка в нормальних умовах розподіляла крутний момент між передніми і задніми колесами у співвідношенні 1:2. Коробка передач семиступінчаста. У підвісці використовуються газові амортизатори і стабілізатори поперечної стійкості, як на передніх, так і на задніх колесах. Гальма дискові на всіх колесах, вентильовані.

### Дорожній варіант

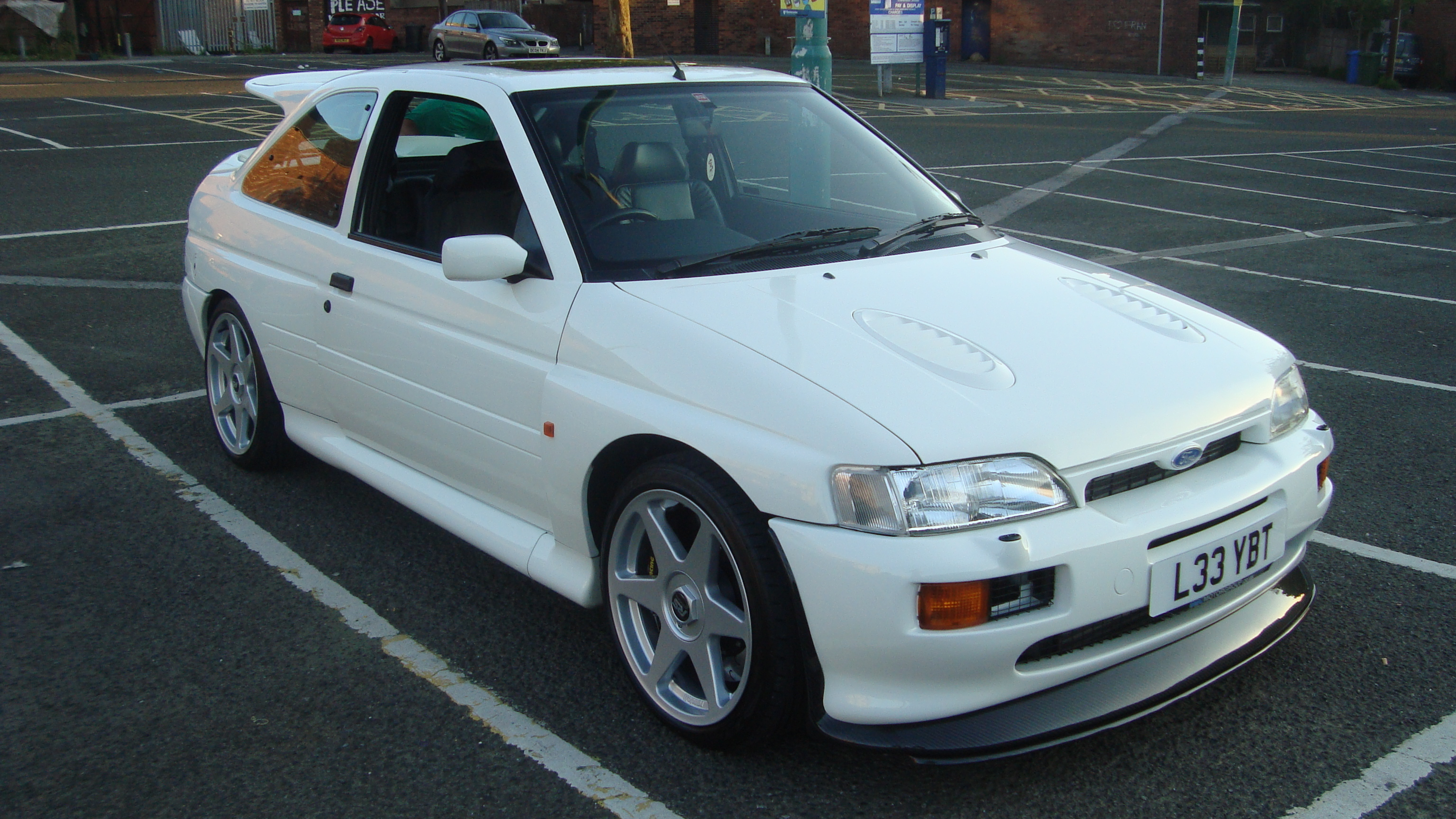
Дорога Ford Escort RS Cosworth

Правила омологації вимагали виробництва 2500 примірників, і серійний автомобіль мав виглядати так само, як гоночний. Таким чином, дорожні автомобілі мали той самий аеродинамічний пакет, включаючи характерний подвійний задній спойлер, але на деяких ринках пропонувалися без верхньої секції.

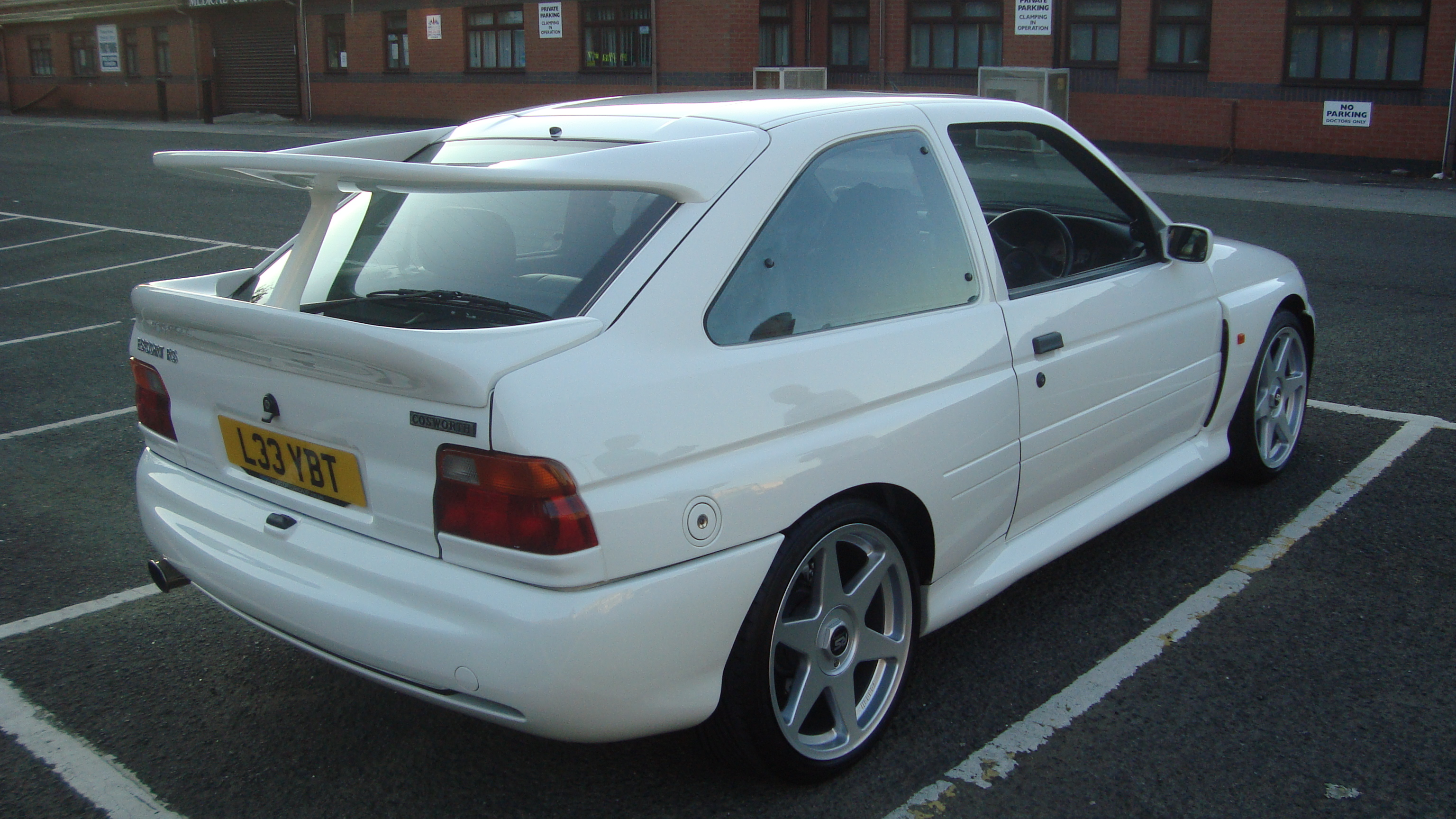
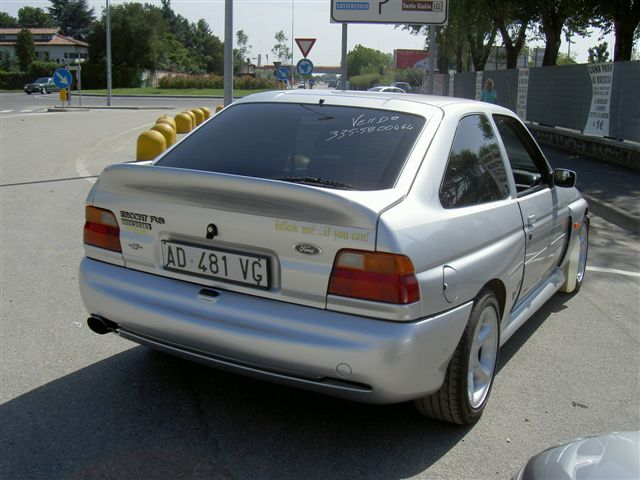

На відміну від ралійних автомобілів, шосейники мали п'ятиступінчасту коробку передач МТ75 .
Серійне виробництво почалося 27 квітня 1992 року  .
Ралійний автомобіль виграв ралі Монте-Карло в 1994 році . На честь перемоги було випущено 70 автомобілів спеціальної серії Cosworth Monte Carlo . Автомобілі мали колір кузова Jewel Violet і легкосплавні диски OZ  .
Виробництво дорожнього Escort RS Cosworth було завершено в січні 1996 року. Всього виготовлено 7145 дорожніх машин: 1992 рік — 3448 од. ; 1993 — 1143 од. ; 1994 — 1180 од. ; 1995 — 1306 од. ; 1996 — 68 одиниць  .

## Відео
- Краш-тэст Euro NCAP, 1999 год